# Pascal Demuysere
Pascal Demuysere est un pilote belge de char à voile, en catégorie classe 2.

## Biographie
Avec son frère Henri, ils ont partagé les podiums de 1980 à 2013. La classe 2 est le char le plus grand avec une superficie de voile maximale de 11,30 m2. Les vitesses atteintes sont de près de 130 km/h.

## Palmarès

### Championnats du monde
- Médaille d'argent en 2012,  à Cherrueix,  France
- Médaille d'argent en 1987,  à Lytham St Annes,  Royaume-Uni
- Médaille d'or en 1980, à Ostdunkerque,  Belgique
- Médaille d'or en 1993, à Sankt Peter-Ording,  Allemagne

### Championnats d'Europe
- Médaille d'or en 2003, en La Panne,  Belgique
- Médaille d'or en 1999, à Borkum,  Allemagne
- Médaille d'argent en 1994, à La Panne,  Belgique

- Médaille d'argent en 1992, à Lytham St Annes,  Royaume-Uni
- Médaille d'argent en 1991, à Dunkerque,  France
- Médaille d'or en 1989, à Ostdunkerque,  Belgique
- Médaille d'argent en 1988, à Borkum,  Allemagne
- Médaille d'argent en 1987, à Lytham St Annes,  Royaume-Uni
- Médaille d'argent en 1985, à La Panne,  Belgique
- Médaille d'argent en 1984, à Sankt Peter-Ording,  Allemagne
- Médaille d'or en 1980, à Ostdunkerque,  Belgique